# 友成用三
友成 用三（ともなり ようぞう、1893年2月10日 - 没年不明）は、日本の映画監督、脚本家、美術監督、録音技師である。衣笠貞之助監督の『十字路』で美術を手がけたときの名は平 凡二（たいら ぼんじ）。

## 人物・来歴
1893年（明治26年）2月10日、東京府東京市京橋区数寄屋橋（現在の東京都中央区銀座）の銀座教会に生まれる。弟に撮影技師の友成達雄がいる。
1921年（大正10年）、森岩雄とともに、高松豊次郎主宰の活動写真資料研究会に参加、助監督を務める。翌1922年（大正11年）には、森とともに銀座に中央映画社を設立する。同社は山本嘉次郎、近藤伊与吉、横田豊秋、大辻司郎、友成達雄らが設立した無名映画協会が製作した作品を配給したが、1923年（大正12年）9月1日の関東大震災で同社の製作機能は停止した。
1925年（大正14年）、高松豊次郎がタカマツプロダクションを設立、これに参加する。1926年（大正15年）、林正夫主演の『国境の血涙』で監督としてデビューする。同作には伊沢蘭奢、三島洋子、山本嘉次郎も出演している。1927年（昭和2年）までは同社で監督を務めるが、1928年（昭和3年）、衣笠貞之助が主宰する衣笠映画聯盟に参加、「平凡二」の名で美術を手がける。同年、衣笠がヨーロッパに渡り、同聯盟は解散、製作提携をしていた松竹下加茂撮影所に残り、監督業に戻る。
1930年（昭和5年）には、帝国キネマ演芸が、イーストフォン方式を採用したトーキー、鈴木重吉監督、関屋敏子主演の『子守歌』を製作する際に録音技師を務め、「音響」とクレジットされた。
服部栄養専門学校の服部幸應は孫（娘の子）に当たる。

## フィルモグラフィ
- 『国境の血涙』 : タカマツプロダクション、1926年 - 監督・原作
- 『燃ゆる情魂 前篇』 : タカマツプロダクション吾嬬撮影所、1926年 - 監督・脚本
- 『燃ゆる情魂 後篇』 : タカマツプロダクション吾嬬撮影所、1926年 - 監督・脚本
- 『紅扇』 : タカマツプロダクション吾嬬撮影所、1926年 - 監督・原作
- 『マツダ映画小品集 「空」』 : タカマツプロダクション吾嬬撮影所、1926年 - 監督・脚本・出演（牧場の天作役）
- 『涙の黎明』 : タカマツ・アズマプロダクション、1926年 - 監督
- 『二人の女性』 : タカマツ・アズマプロダクション、1927年 - 監督・原作
- 『陽炎の舞』 : タカマツ・アズマプロダクション、1927年 - 監督・原作
- 『十字路』 : 監督衣笠貞之助、衣笠映画聯盟・松竹京都撮影所、1928年 - 美術
- 『人非人』 : 松竹下加茂撮影所、1928年 - 監督
- 『江戸育ち』 : 松竹下加茂撮影所、1928年 - 監督
- 『とかげ』 : 松竹下加茂撮影所、1928年 - 監督
- 『塙保己一』 : 児童芸術映画協会、1928年 - 監督
- 『曲る刃』 : 監督石山稔、松竹下加茂撮影所、1929年 - 原作・脚本
- 『子守歌』 : 監督鈴木重吉、帝国キネマ演芸、1930年 - 音響

## ビブリオグラフィ
- 『活動写真大鑑』、共著森岩雄、1976年 - 1977年復刻

## 註
1. 1 2 3 4 5  「友成用三」の項、岸松雄・司馬叡三、『日本映画監督全集』、キネマ旬報社、1976年、p.273-274.
2. ↑  国境の血涙、日本映画データベース、2010年3月5日閲覧。
3. ↑  友成用三、日本映画データベース、2010年3月5日閲覧。
4. ↑  子守歌、日本映画データベース、2010年3月5日閲覧。